# Cantone di Ars-sur-Moselle
Il Cantone di Ars-sur-Moselle era una divisione amministrativa dell'arrondissement di Metz-Campagne.
È stato soppresso a seguito della riforma complessiva dei cantoni del 2014, che è entrata in vigore con le elezioni dipartimentali del 2015.
Comprendeva i comuni di:
- Ancy-sur-Moselle
- Arry
- Ars-sur-Moselle
- Châtel-Saint-Germain
- Corny-sur-Moselle
- Dornot
- Gorze
- Gravelotte
- Jouy-aux-Arches
- Jussy
- Lessy
- Novéant-sur-Moselle
- Rezonville
- Rozérieulles
- Sainte-Ruffine
- Vaux
- Vernéville
- Vionville